# Lythrum hyssopifolia
La hierba del toro (Lythrum hyssopifolia) es una especie de planta de la familia Lythraceae.

## Descripción
Planta baja casi lampiña, anual, de ramas erectas o ascendentes, de hasta 30 cm. Hojas lineales a oblongas, alternas. Flores rosa pálido, axilares; pétalos 2-3 mm. 4-6 estambres. Cáliz con segmentos del epicáliz el doble de largo que los sépalos. Florece en primavera y verano.

## Hábitat
Terrenos removidos o inundados en algunas estaciones.

## Distribución
Gran parte de Europa, excepto Irlanda y Holanda.

## Etimología
Lythrum: procede del griego lýtron, que significa "sangre que mana de una herida", pudiendo referirse al color de alguna de las especies del género. 
hyssopifolia: epíteto que alude a la semejanza foliar con el género Hyssopus. 

## Sinonimia
- Salicaria   hyssopifolia   (L.) Lam.   [1779, Fl. Fr., 3 : 103]
- Lythrum glaucum Dulac [1867, Fl. Hautes-Pyr. : 327] [nom. illeg.]
- Chabraea hyssopifolia (L.) Bubani[1]

## Citología
Número de cromosomas de Lythrum hyssopifolia (Fam. Lythraceae) y táxones infraespecíficos Lythrum hyssopifolia L: n=10.

## Nombres comunes
- Castellano: arroyuelo, arroyuelo gracioso, garzota blanca de márgenes, graciosa encogida, hierba del toro, hipericón colorado, salicaria con hojas de hisopo, yerba del toro.[3]